# Urasoe, Okinawa
Urasoe (浦添市 Urasoe-shi , tiếng Okinawa:  'Urashī) là một thành phố thuộc tỉnh Okinawa, Nhật Bản.